# Euonymus enantiophyllus
Euonymus enantiophyllus är en benvedsväxtart som först beskrevs av John Donnell Smith och fick sitt nu gällande namn av Cyrus Longworth Lundell. Euonymus enantiophyllus ingår i släktet Euonymus och familjen Celastraceae. Inga underarter finns listade.